# Một Đời Một Kiếp
Một Đời Một Kiếp (tên khác: Nhất Sinh Nhất Thế, tiếng trung:一生一世, bính âm:Yīshēng yīshì, tiếng anh: Forever and Ever), là bộ phim tình cảm lãng mạn được chuyển thể từ tiểu thuyết Nhất Sinh Nhất Thế Mỹ Nhân Cốt (Cốt Cách Mỹ Nhân) phần hiện đại của tác giả Mặc Bảo Phi Bảo, được thực hiện bởi đạo diễn Thẩm Dương, đây là phần tiếp theo của bộ phim cổ trang "Châu Sinh Như Cố" với sự tham gia của Bạch Lộc và Nhậm Gia Luân.

## Phát sóng
| Kênh  | Quốc gia   | Ngày phát sóng          |
| ----- | ---------- | ----------------------- |
| iQIYI | Trung Quốc | Ngày 6 tháng 9 năm 2021 |

## Tóm tắt cốt truyện
Thời Nghi (Bạch Lộc thủ vai) là một diễn viên lồng tiếng hàng đầu, dịu dàng, hiền lành, tình cờ gặp giáo sư hóa học lịch lãm Châu Sinh Thần (Nhậm Gia Luân thủ vai) tại sân bay.  Để cứu vãn công việc kinh doanh của gia đình, Châu Sinh Thần đồng ý với điều kiện của mẹ kế mình, thành gia lập thất, kế thừa cơ nghiệp, anh từ chối việc sắp xếp đối tượng xem mắt của mẹ và quyết định cầu hôn với Thời Nghi. Vì có tình cảm với Châu Sinh Thần, Thời Nghi đã đồng ý trước sự ngăn cấm của mẹ Châu Sinh Thần. Ở bên nhau, giữa hai người từ từ sinh ra thấu hiểu và ăn ý, hai trái tim dần tới gần nhau. Châu Sinh Thần muốn chấn hưng công việc kinh doanh của gia đình, lại dẫn đến mâu thuẫn với trưởng bối. Cuối cùng cả hai đã chung tay, những nghề thủ công truyền thống được bảo tồn ở mức độ lớn nhất. Mưa gió qua đi, tình ý càng thêm sâu nặng. Mà lúc này, Châu Sinh Thần lại bị kẻ gian hãm hại, Thời Nghi vì cứu anh mà bị trọng thương, lâm vào hôn mê. Châu Sinh Thần tạm thời để sự nghiệp sang một bên, một lòng chờ Thời Nghi tỉnh lại, bọn họ đã ước định cả đời bên nhau, mãi mãi không chia lìa.

## Diễn viên

### Nhân vật chính
| Diễn viên     | Nhân vật       | Giới thiệu |
| ------------- | -------------- | --- |
| Bạch Lộc      | Thời Nghi      | Diễn viên lồng tiếng hàng đầu trong ngành, dịu dàng, hiền lành, xinh đẹp. Tình cờ gặp Châu Sinh Thần ở sân bay, đồng ý kết hôn với y. Để cứu Châu Sinh Thần, cô bị thương nặng và hôn mê.                                                                     |
| Nhậm Gia Luân | Châu Sinh Thần | Giáo sư Hóa học viện nghiên cứu Berkeley ở Đức. Sinh ra trong gia đình họ Châu ở Trấn Giang, con trai cả của Châu Sinh Văn - mang họ Châu Sinh, tình cờ gặp Thời Nghi tại sân bay Quảng Châu. Vì để kế thừa gia nghiệp, anh quyết định kết hôn với Thời Nghi. |

### Nhân vật phụ

#### Châu gia
| Diễn viên        | Nhân vật        | Giới thiệu |
| ---------------- | --------------- | --- |
| Vương Lệ Viện    | Bà Tần          | Bà ngoại nuôi của Châu Sinh Thần, mẹ ruột của Tần Uyển. |
| La Hải Quỳnh     | Tần Uyển        | Mẹ kế của Châu Sinh Thần, mẹ ruột của Châu Văn Xuyên và Châu Văn Hạnh, có quan hệ với Châu Sinh Hành. |
| Phùng Gia Di     | Châu Sinh Hành  | Chú hai của Châu Sinh Thần, vì cha của Châu Sinh Thần mất sớm nên kế thừa họ Châu Sinh, cha ruột của Châu Sinh Nhân, Châu Văn Xuyên, Châu Văn Hạnh, có quan hệ với Tần Uyển.                                                                                |
| Lạc Minh Cật     | Châu Văn Xuyên  | Em trai cùng cha khác mẹ với Châu Sinh Thần (trên giấy tờ), anh trai sinh đôi với Châu Văn Hạnh, bị ép kết hôn với Đồng Gia Nhân đề được sự giúp đỡ của gia đình. Vì làm ăn phi pháp, mưu mô chiếm đoạt tài sản, hãm hại Châu Sinh Thần và Thời Nghi.       |
| Vương Thụy Hân   | Châu Văn Hạnh   | Em gái cùng cha khác mẹ với Châu Sinh Thần (trên giấy tờ), em gái sinh đôi với Châu Văn Xuyên. Từ nhỏ đã mắc bệnh tim. Do bệnh tình ngày càng nguy kịch, đồng thời bị Châu Văn Xuyên cố tình thay đổi báo cáo xét nghiệm sức khỏe, dẫn đến cái chết của cô. |
| Lưu Nhược Cốc    | Châu Sinh Nhân  | Em họ của Châu Sinh Thần, con trai của Châu Sinh Hành. |
| Tưởng Dục Vỹ     | Châu Văn Phương | Em họ của Châu Sinh Thần. |
| Hồng Sĩ Nha      | Đường Hiểu Phù  | Chị dâu của Châu Sinh Thần, sau bị Đồng Giai Nhân vô tình đẩy ngã dẫn đến xảy thai. |
| Long Bân         | Chú Lâm         | Tên thật là Châu Lâm, tài xế của Châu Sinh Thần. |
| Hoàng Tuấn Lương | Lâm Phi         | Tên thật là Châu Lâm Phi, cháu của chú Lâm, quản gia nhà họ Châu. |
| Triệu Á Mễ       | Liên Tuệ        | Người giúp việc nhà họ Châu. |
| Kha Vũ           | Tiểu Tụng       | Người bên cạnh Tần Uyển. |
| Trần Húc Minh    | Trần thúc       | Quản gia nhà họ Châu. |

#### Nhân vật khác
| Diễn viên        | Nhân vật        | Giới thiệu |
| ---------------- | --------------- | --- |
| Thử Sa           | Mai Hành        | Luật sư, bạn thân của Châu Sinh Thần, có cảm tình với Thời Nghi khi lần đầu gặp ở Tây An, có một đoạn tình cảm với Châu Văn Hạnh. |
| Vương Duyệt Y    | Hồng Hiểu Dự    | Phóng viên, bạn thân của Thời Nghi.                                                                                               |
| Kim Lệ Đình      | Đồng Giai Nhân  | Có hôn ước với Châu Sinh Thần nhưng bị hủy bỏ, sau phải cưới Châu Văn Xuyên nhưng cũng ly hôn không lâu sau đó.                   |
| Chương Linh Chi  | Mỹ Lâm          | Quản lý của Thời Nghi ở phòng thu âm.                                                                                             |
| Ngải Giai Ni     | Vương Mạn       | Thợ may nhà họ Vương, bạn gái cũ của Châu Văn Xuyên, sau quay lại khi Châu Văn Xuyên ly hôn.                                      |
| Thái Cương       | Thời Bác Kim    | Cha của Thời Nghi. |
| Khổng Lâm        | Giản Tòng       | Mẹ của Thời Nghi. |
| Liêu Ngân Nguyệt | Thời Viên Viên  | Em gái họ của Thời Nghi. |
| Cao Húc Dương    | Đỗ Phong        | Cảnh sát, bạn trai của Hồng Hiểu Dự.                                                                                              |
| Vương Hy Nguyên  | Hà Thiện        | Trợ lý của Châu Sinh Thần ở viện Khoa học Kĩ thuật Tây An.                                                                        |
| Diệp Tiểu Vỹ     | Vương Ứng Đông  | Đạo diễn phòng thu âm, theo đuổi Thời Nghi.                                                                                       |
| Trần Quan Anh    | Lưu Soái        | Đồng nghiệp của Hồng Hiểu Dự. |
| Cơ Hiểu Phi      | Vương An Quân   | Thợ may nhà họ Vương, anh cả của Vương Mạn.                                                                                       |
| Trịnh Dục Chi    | Vương gia bà bà | Thợ may họ Vương, bà nội của Vương Mạn.                                                                                           |
| Quá Tư Minh      | Mai Đông Lâm    | Luật sư, cha của Mai Hành. |

Cùng một số diễn viên khác,...

## Nhạc phim
| 《Một Đời Một Kiếp》Nhạc phim | 《Một Đời Một Kiếp》Nhạc phim                       | 《Một Đời Một Kiếp》Nhạc phim | 《Một Đời Một Kiếp》Nhạc phim                             | 《Một Đời Một Kiếp》Nhạc phim | 《Một Đời Một Kiếp》Nhạc phim |
| STT                           | Nhan đề                                             | Phổ lời                       | Phổ nhạc                                                  | Thể Hiện                      | Thời lượng                    |
| ----------------------------- | --------------------------------------------------- | ----------------------------- | --------------------------------------------------------- | ----------------------------- | ----------------------------- |
| 1.                            | "Viết Tiếp - 续写" (Chủ đề và bài hát kết thúc)     | Trương Tịnh                   | Phác Trình Húc                                            | Thiện Y Thuần                 | 3:48                          |
| 2.                            | "Rung Động - 心动" (Bài hát của nhân vật Thời Nghi) | Dương Ngữ Kiều                | Dương Ngữ Kiều                                            | Bạch Lộc                      | 3:47                          |
| 3.                            | "Đi Đâu Về Đâu - 何去何从"                          | Trương Tịnh                   | Lý Hách Tuấn (On Top), Thành Khuê Hạo (On Top), Phác Hách | Lục Hổ                        | 3:56                          |
| 4.                            | "Vô Ngu - 无虞" (dạo đầu)                           | Lưu Sướng                     | Đàm Tuyền                                                 | Lý Tử Đình, Tỉnh Lung         | 4:20                          |
| 5.                            | "Cho Anh Cho Em - 给你给我"                         | Mao Bất Dịch                  | Mao Bất Dịch                                              | Mao Bất Dịch                  | 4:02                          |
| 6.                            | "Định Cách - 定格"                                  | Trương Tịnh                   | Sonoda Yoshio                                             | Nhan Nhân Trung               | 4:09                          |
| Tổng thời lượng:              | Tổng thời lượng:                                    | Tổng thời lượng:              | Tổng thời lượng:                                          | Tổng thời lượng:              | 24:02                         |

## Giải thưởng và đề cử
| Năm  | Lễ trao giải                                                      | Giải thưởng                                | Đề cử    | Kết quả | Tham khảo |
| ---- | ----------------------------------------------------------------- | ------------------------------------------ | -------- | ------- | --------- |
| 2021 | Giải thưởng Văn Vinh điện ảnh và truyền hình Hoành Điếm lần thứ 8 | Nữ diễn viên truyền hình trẻ xuất sắc nhất | Bạch Lộc | Đề cử   | [ 5 ]     |